# Івановка (Ялуторовський район)
Іва́новка (рос. Ивановка) — село у складі Ялуторовського району Тюменської області, Росія.
Населення — 391 особа (2010, 487 у 2002).
Національний склад станом на 2002 рік:
- росіяни — 53 %
- комі — 31 %